# Chlorocypha aphrodite
Chlorocypha aphrodite là loài chuồn chuồn trong họ Chlorocyphidae. Loài này được Le Roi mô tả khoa học đầu tiên năm 1915.